# Thanatus stepposus
Thanatus stepposus är en spindelart som beskrevs av Dmitri Viktorovich Logunov 1996. Thanatus stepposus ingår i släktet Thanatus och familjen snabblöparspindlar. Inga underarter finns listade i Catalogue of Life.